# New Skete

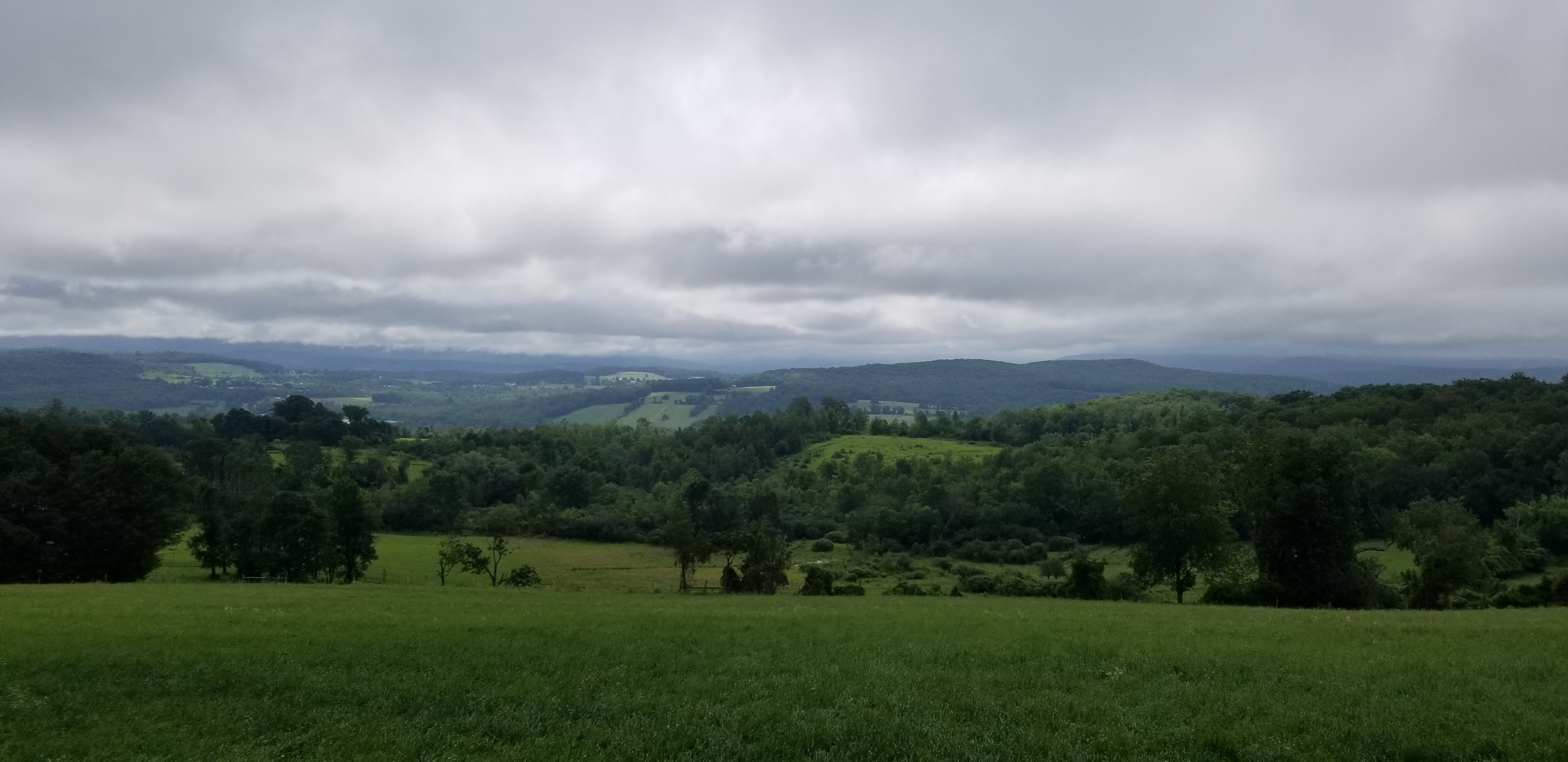
Krajina okolo White Creek, v pozadí jsou obrysy Green Mountains

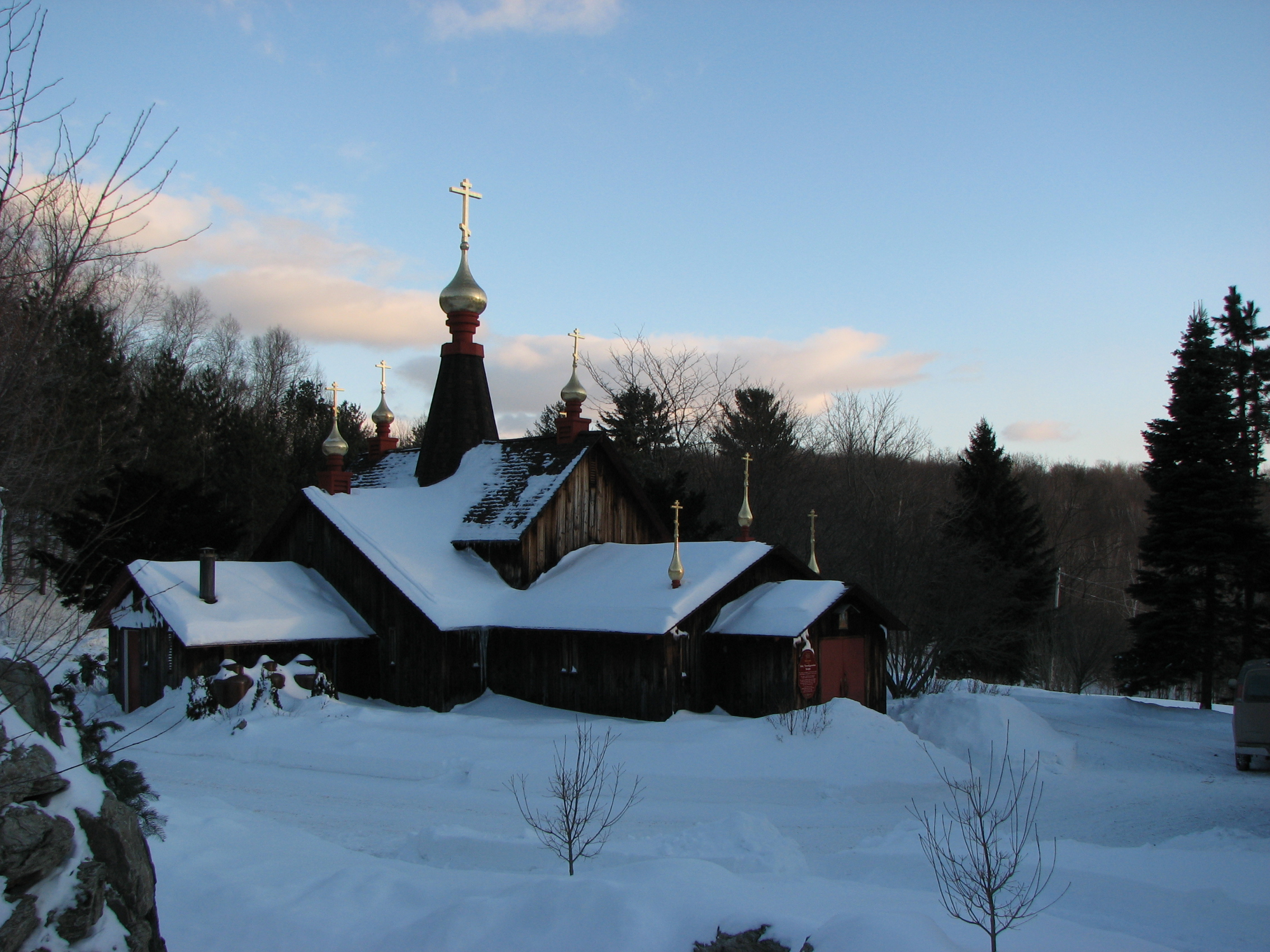
New Skete

New Skete je klášterní areál ležící poblíž městečka Cambridge na severu státu New York, ale geograficky tento zalesněný dvoupahorek patří k městu White Creek. Nachází se zde dva pravoslavné skity (tj. malé monastýry), kde pobývají:
- mniši z New Skete (mužský klášter byl založen v roce 1966 dvanácti lidmi z řádu františkánů byzantského obřadu, v jejich čele stál opat Laurence Mancuso),[1]
- mnišky z New Skete (sesterská komunita se připojila v roce 1969, ženy pocházely z řádu klarisek) a
- manželské páry, které se ke skupině připojily v roce 1982.

Skity spadají pod metropolitu, který řídí pravoslavnou církev v Americe.

## Činnost komunity
Mniši jsou známí především výcvikem a chovem německých ovčáků. Napsali několik příruček pro výcvik psů, například The Art of Raising a Puppy (Umění vychovávat štěně) a How to Be Your Dog's Best Friend (Jak být nejlepším přítelem svého psa). Autorství knih je kolektivní, díla byla konzultována celou komunitou.
Mnišky jsou známé především pečením tvarohových koláčů, které prodávají na internetu i ve svém obchodě.
Zájemci z řad „hledajících“ se ve zdejším prostředí mohou přímo seznámit s činností komunity včetně provádění duchovních cvičení v kontextu stávajícího liturgického života.

## Dílo v českém překladu
V duchu štěstí (In the Spirit of Happiness), autory jsou „Mniši z New Skete“, překlad Pavla Netušilová, vydalo nakladatelství Šťastní lidé v roce 2002, ISBN 80-86692-01-9